# Donna circassa col velo
La Donna circassa col velo (Femme circassienne voilée) è un quadro dipinto nel 1876 dal pittore francese Jean-Léon Gérôme. Quest'olio su tela, di formato verticale e che misura 40,7 centimetri per 32,6, è il ritratto a mezzo busto di una giovane. Fa parte della collezione del museo d'arte orientalista di Doha, in Qatar, dal 2008.
La tela si trovava in una collezione privata in Giordania dal 1997. Venne venduta da Christie's il 2 luglio 2008 a Londra per 2,5 milioni di euro. La tela si unì alla collezione del museo d'arte orientalista di Doha con Il bardo nero, acquistato lo stesso anno per 850.000 euro alla casa d'aste novaiorchese Sotheby's.

## Contesto
La Circassia è una regione storica situata a nord del Caucaso. Dopo esserne stati delle vittime quando non erano ancora islamizzati, a loro volta i circassi musulmani praticarono la tratta orientale degli schiavi a partire dal sedicesimo secolo, a scapito delle popolazioni russe meridionali e in favore dei loro clienti ottomani. Non si sa se questa donna sia una cortigiana, una schiava o una donna di buona famiglia.

## Descrizione
Questa giovane indossa un caffettano di seta color azzurro cielo, decorato con dei motivi floreali e dei pizzi dorati. La sua testa è coperta da un velo verde sottile e costellato d'oro. Ella indossa un anello d'oro con uno smeraldo sul suo anulare sinistro. Al polso porta due braccialetti. Ella tiene nella mano una bacchetta di legno. Il suo braccio sinistro è appoggiato su un mobile coperto da una tappezzeria dal motivo colorato. Lo sfondo della tela è di un solido rosso bordò. La firma dell'artista si trova in alto a destra.